# Neo-bop
Il Neo-bop (chiamato anche neotradizionalista) si riferisce a uno stile di jazz che aveva guadagnato popolarità negli anni '80 tra i musicisti che trovavano una maggiore affinità estetica per le forme melodiche e swing basate sull'acustica rispetto al free jazz e al jazz fusion che avevano guadagnato importanza negli anni '60 e '70. Il neo-bop si distingue dalla precedente musica bop per l'influenza del trombettista Wynton Marsalis, che rese popolare il genere come uno sforzo artistico e accademico opposto agli sviluppi controculturali della beat generation.

## Stile musicale
Il neo-bop contiene elementi di bebop, post-bop, hard bop e jazz modale. Poiché sia il "neo-bop" che il "post-bop" si riferiscono a miscele eclettiche di stili dell'era bebop e post-bebop, le precise differenze nello stile musicale tra i due non sono chiaramente definite da un punto di vista accademico.
Negli Stati Uniti Wynton Marsalis e "The Young Lions", ad esempio, sono stati associati al neo-bop e al post-bop. Il neo-bop è stato abbracciato anche da musicisti jazz affermati e schietti che si sono astenuti dai movimenti d'avanguardia e fusion, o sono tornati alla musica basata su stili più tradizionali dopo averli sperimentati.
Il ritorno a stili più tradizionali ha guadagnato sia elogi che critiche, con Miles Davis che lo ha definito "un tacchino riscaldato" e altri che lo hanno ritenuto troppo dipendente dal passato. Il movimento, tuttavia, ricevette elogi dalla rivista Time e da altri che accolsero con favore il ritorno di forme di jazz più accessibili.

## Storia

### Anni '70: Origini
Alcuni musicisti bebop e post-bop erano tiepidi nei confronti delle esplorazioni d'avanguardia degli anni '60 e rifiutavano i suoni della jazz fusion basati sull'elettronica e influenzati dal pop. Il più importante tra questi era il batterista Art Blakey, il cui gruppo Jazz Messengers era un incubatore stilistico per musicisti più giovani che la pensavano allo stesso modo. La batterista Cindy Blackman ha attribuito a Blakey il merito di aver impedito che il jazz venisse completamente eclissato dalla fusion durante gli anni '70. Molti dei musicisti più giovani che formarono il nucleo dei neotradizionalisti "Young Lions", tra cui Wynton Marsalis, erano ex-alunni dei Jazz Messengers.
Albert Murray nel suo libro del 1976 Stomping the Blues, sosteneva che il vero jazz era basato su tre elementi, swing, tonalità blues e suoni acustici. Le sue idee influenzarono Stanley Crouch che, insieme a Marsalis, divenne un sostenitore militante degli elementi fondamentali del jazz come definiti da Murray. Crouch continuò sostenendo che molti degli strumenti dell'avanguardia e della fusione erano messi in mostra e utilizzati come copertura per la pigrizia o la mancanza di musicalità. Crouch scrisse: "Dovremmo ridere di coloro che avanzano pretese artistiche a favore della fusion". Nel 1987 Murray, Crouch e Marsalis fondarono il programma Jazz At Lincoln Center a New York, dove Crouch e Marsalis sarebbero stati direttori artistici. La JALC diventerà uno dei principali promotori istituzionali del movimento neotradizionalista.

### Anni '80: Young Lions

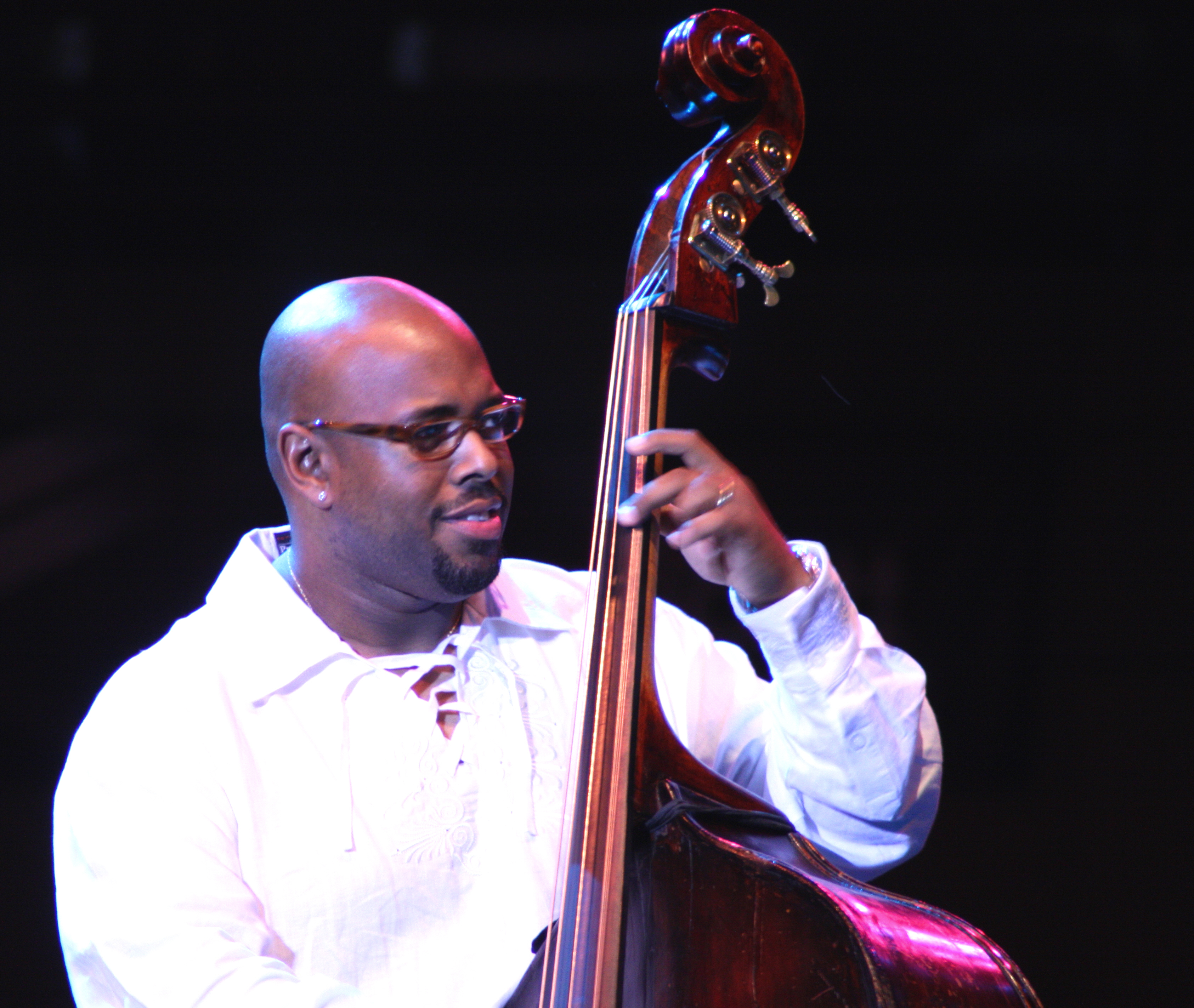
Il bassista Christian McBride nel 2009

Wynton Marsalis, figlio del pianista jazz Ellis Marsalis, emerse sulla scena jazz intorno al 1980 e cercò le sue principali influenze nella musica swing e nei trombettisti bop, dal trombettista Fats Navarro a Kenny Dorham. Il suo album Wynton Marsalis (1982) per l'etichetta Columbia è stato, secondo il Los Angeles Times, definito "il punto di nascita del Rinascimento Re-bop." Una differenza cruciale, tuttavia, tra il movimento neo-bop ei suoi predecessori bop era che il neo-bop aveva radici accademiche e rifiutava lo stile di vita "iconoclasta" e ribelle dell'era bop. Marsalis sosteneva invece che il jazz poteva raggiungere lo status di "fine-art" ed essere paragonato alla musica classica piuttosto che alla musica rock.
Mentre i suoi predecessori dei due decenni precedenti avevano sperimentato il successo finanziario nei generi fusion, il suo impegno per la definizione tradizionale di "jazz" prese piede presso una scuola di musicisti della fascia d'età di Marsalis, tra cui Terence Blanchard, Donald Harrison, Wallace Roney, Kevin Eubanks, Stanley Jordan, Kenny Kirkland e Jeff Watts. Marsalis in seguito fondò il Jazz At Lincoln Center per promuovere concerti jazz, con altri "Young Lions" che divennero importanti musicisti jazz tra cui Christian McBride, Marcus Roberts e Roy Hargrove.

### Anni '90: Sottogenere distinto
Con la rinascita dell'hard bop come mainstream jazz negli anni '90, il jazz neo-bop iniziò a formarsi una propria reputazione come sottogenere distinto del jazz. Secondo il critico Scott Yanow, questo nuovo sottogenere rimase legato alla più ampia categoria dello straight-ahead jazz, ma non stava più "riciclando il passato" come alcuni sostenevano. In alternativa, il neo-bop è stato criticato per la mancanza dell'innovazione dei pionieri bebopper degli anni quaranta e cinquanta e per essere stato troppo dipendente dal successo commerciale delle vendite di CD.